# موريلو (لاعب كرة قدم)
موريلو هو لاعب كرة قدم برازيلي في مركز الدفاع، ولد في 5 يناير 1984 في كوريتيبا في البرازيل. لعب مع أتلتيكو باراناينسي وأتلتيكو غويانيينسي وريد بل براغانتينو ونادي أيه بي سي ونادي بارانا ونادي بونتي بريتا ونادي جوينفيل ونادي سيارا.